# Acido folinico
L'acido folinico, conosciuto anche come leucovorin, è una miscela dei diasteroisomeri del 5-formilderivato dell’acido tetraidrofolico. L'acido folinico, diversamente dall’acido folico, non richiede la riduzione da parte dell’enzima diidrofolico reduttasi per poter intervenire in reazioni che utilizzano i folati come sorgenti di unità monocarboniose. Viene usato in terapia sotto forma di folinato di calcio.
È un farmaco utilizzato per ridurre gli effetti tossici del metotrexato e della pirimetamina. È utilizzato anche in combinazione con 5-fluorouracile per trattare il cancro del colon-retto, e può essere usato per trattare la carenza di folati che si traduce in anemia, e nell'avvelenamento da metanolo. Può essere assunto per via orale, per iniezione in un muscolo o iniezione in vena.
Gli effetti collaterali possono includere disturbi del sonno, reazioni allergiche, o febbre. L'uso in gravidanza o durante l'allattamento al seno è generalmente ritenuto sicuro. Quando viene utilizzato per l'anemia è consigliabile escludere in prima istanza l'anemia perniciosa come causa primaria. L'acido folinico è una forma di acido folico che non richiede attivazione da parte della diidrofolato reduttasi per essere utilizzato dal corpo.
L'acido folinico è stato sintetizzato la prima volta nel 1945. È nella lista dei farmaci essenziali, cioè dei farmaci più efficaci e sicuri necessari in un sistema sanitario secondo l'OMS.
L'acido folinico viene somministrato al momento di una terapia con metotrexato, come parte di un piano chemioterapico totale, come mezzo per salvare il midollo osseo e le cellule della mucosa gastrointestinale dalla tossicità del metotrexato.
Nell'autismo non di origine genetica, la carenza di acido folico nel cervello del feto (Cerebral Folic Deficiency) può essere risolta con la somministrazione di acido folinico, che bypassa gli anticorpi del sangue della madre che impediscono ai folati di arrivare all'encefalo del figlio. Tuttavia va sottolineato che lo studio riporta solo 2 casi clinici di donne positive per anticorpi FRAA, le quali hanno ricevuto acido folinico in corso di seconda gravidanza, dopo aver dato alla luce precedentemente bambini diagnosticati per ASD. L'esiguità del campione, pur nella sua suggestività, mostra come lo studio rappresenti uno step preliminare che andrà poi ampliato in futuro con dati più corposi, per verificarne l'attendibilità.  